# Paula Sheppard
Paula Sheppard (nacida el 7 de julio de 1957) es una actriz retirada estadounidense conocida por sus papeles protagonistas en la película de terror Alice, Sweet Alice (1976) y la película de ciencia ficción Liquid Sky (1982). Aunque solo protagonizó dos largometrajes estrenados en cines, ambos atrajeron a seguidores de culto y le valieron una base de fans entre los aficionados al cine underground.
Nacida en Nueva Jersey, Sheppard fue elegida por el director Alfred Sole para el papel protagonista de Alice, Sweet Alice, y recibió elogios de la crítica por su interpretación de una adolescente perturbada sospechosa del asesinato de su hermana. Basándose en su actuación en esta película, el director Slava Tsukerman la eligió para el papel protagonista de Liquid Sky, con la que atrajo aún más atención. A pesar de recibir elogios por ambas películas, Sheppard abandonó su carrera como actriz después de rodar Tam Lin (1982), una adaptación del cuento popular escocés del mismo nombre que nunca se estrenó. En algún momento de la década de 1980, se trasladó al noroeste del Pacífico de los Estados Unidos, donde formó una familia y desde entonces ha permanecido fuera del ojo público.
Marc Edward Heuck describió a Sheppard como una "actriz desafiante" que "ofreció interpretaciones inolvidables en dos de las películas más impactantes y aún hoy objeto de acalorados debates de sus respectivas décadas."

## Primeros años
Sheppard nació el 7 de julio de 1957 en West Orange, Nueva Jersey. Su madre era abogada y su padre trabajaba en el campo de la bioquímica. Después de terminar la escuela secundaria, asistió al HB Studio y a la Universidad de Nueva York, donde estudió danza.

## Carrera actoral

### Alice, Sweet Alice
En 1975, el director Alfred Sole se acercó a Sheppard después de verla actuar como bailarina en una producción teatral en el Connecticut College. Sole le entregó a Sheppard el guion de su película de terror Alice, Sweet Alice después de la función y le pidió que interpretara el papel protagonista de Alice Spages, una niña de 12 años sospechosa del violento asesinato de su hermana menor (Brooke Shields) durante su primera comunión. "Un tipo muy extraño se me acercó a la hora del almuerzo y me dijo que quería meterme en el cine. No sabía qué hacer. Otros tipos se me habían acercado [antes] con la misma frase, y era obvio que eran unos cretinos", recordó Sheppard. "Sin embargo, Alfred parecía amable y honesto, así que hablé con él al respecto."

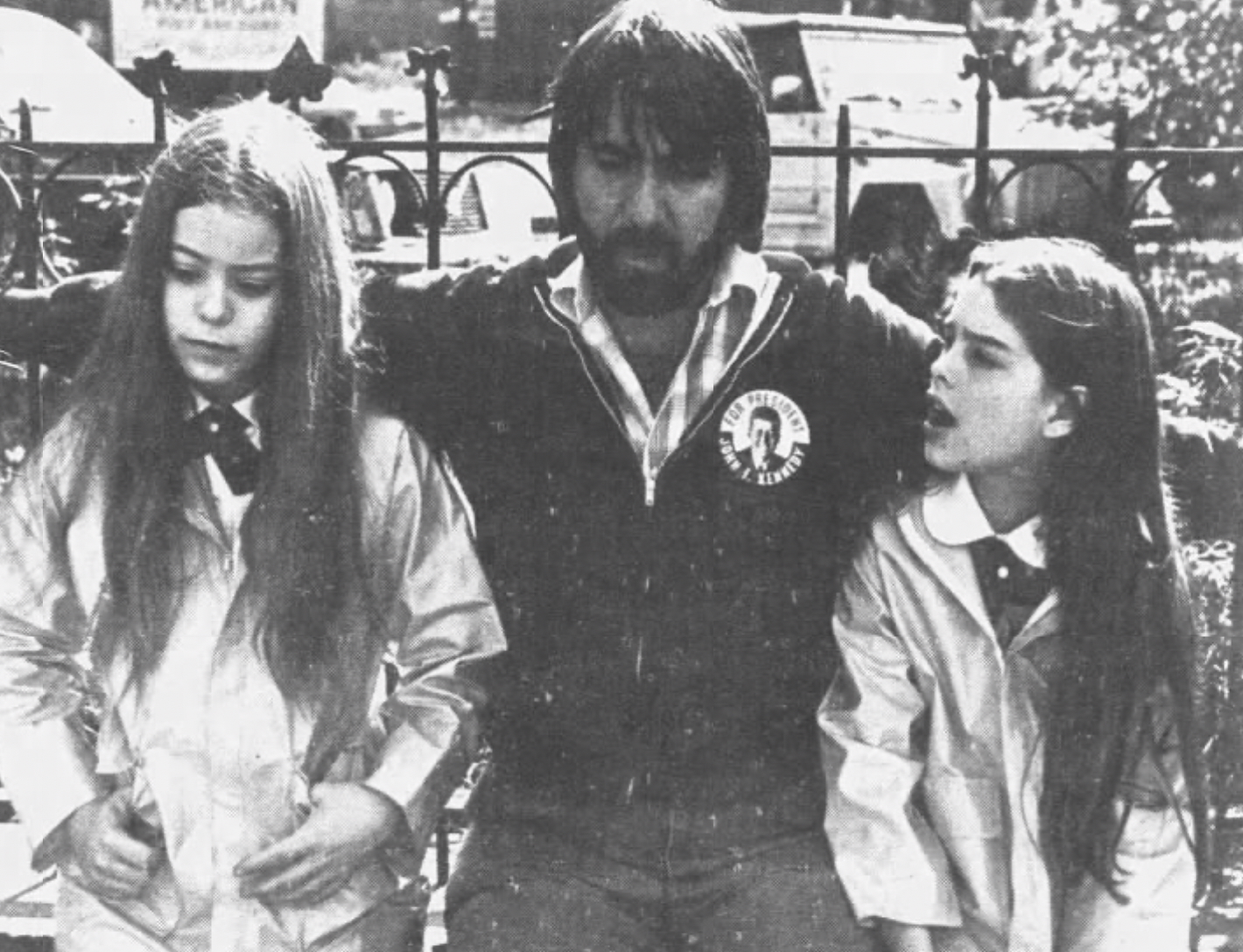
Sheppard con Alfred Sole y Brooke Shields en el set de Alice, Sweet Alice, 1975

Debido a la baja estatura de Sheppard, Sole pensó que podría interpretar eficazmente a una adolescente. "Cuando la vi, pensé que era fabulosa", recordó Sole. "Parecía mayor, parecía joven, parecía malvada, parecía feliz...  ¿Sabes a qué me refiero? Tenía una cara estupenda." Sheppard, que nunca había actuado profesionalmente y nunca había buscado una carrera como actriz, finalmente aceptó el papel. Más tarde declaró que le resultó difícil interpretar a la perturbada Alice, describiéndose a sí misma como una "chica de voz suave y modales suaves...  Era difícil ser tan cruel." Sheppard celebró su decimonoveno cumpleaños mientras rodaba la película.
Alice, Sweet Alice se estrenó originalmente con el título Communion en noviembre de 1976, antes de distribuirse más ampliamente con el título anterior en 1977. Aunque la película recibió críticas por su controvertida representación del catolicismo y la violencia, Sheppard recibió elogios de la crítica por su interpretación protagonista en la película. Aunque se opuso al contenido violento de la película, Linda Gross, del Los Angeles Times, elogió la interpretación de Sheppard como "excelente," mientras que Derek Malcolm, de The Guardian, señaló que su interpretación era "siempre convincente," y Rita Rose, de The Indianapolis Star, calificó su interpretación como "especialmente buena." En los años posteriores a su estreno, Alice, Sweet Alice se ganó la reputación de película de culto. Tras Alice, Sweet Alice, Sheppard se trasladó al oeste de Estados Unidos para asistir a la universidad.

### Liquid Sky
El director Slava Tsukerman buscó posteriormente a Sheppard para protagonizar su película de ciencia ficción Sweet Sixteen, tras quedar impresionado por su debut como actriz. El proyecto finalmente nunca se llevó a cabo debido a que los inversores lo abandonaron, tras lo cual Tsukerman le ofreció a Sheppard un papel protagonista junto a Anne Carlisle en su siguiente proyecto, Liquid Sky (1982). Fue elegida para interpretar a Adrian, una artista performativa y traficante de drogas amoral que vive en un edificio de apartamentos de Manhattan que es invadido por extraterrestres cuyo ovni aterriza en la azotea. Carlisle, al comentar la actuación de Sheppard, dijo: "[Paula] no es nada así. Slava y yo la entrenamos para enseñarle el personaje, la mentalidad del personaje. Teníamos en mente a otra persona para interpretar ese papel, pero cuando le dimos el guion para que lo leyera, dijo: 'Oh, esa persona es tan malvada que nunca podría interpretar a este personaje!' Así que, en realidad, Paula Sheppard era la mejor actriz, es profesional, creó el personaje e interpretó el papel, pero no se parece en nada a ella."
Sheppard interpreta un número musical en la película, "Me and My Rhythm Box", que fue sampleado con frecuencia por los disc jockeys tras su estreno. Recibió elogios de la crítica por su interpretación en la película, y Stephen Hunter, de The Baltimore Sun, escribió: "La estrella que surge de Liquid Sky puede ser Paula E. Sheppard como Adrian. Pequeña y mona—se parece un poco a Pat Benatar—y preparada para la acción, la Adrian de Sheppard es eléctrica." Steve Carr, de The Daily Tar Heel, escribió que Sheppard es "conmovedora... Mantiene el sentimentalismo al mínimo, sacando a relucir tanto las cualidades crueles como las infantiles de su personaje."
La interpretación de Sheppard en Liquid Sky llamó la atención de varios productores de Hollywood, quienes, según Tsukerman, "se enamoraron de Paula y la querían como actriz". Sin embargo, Sheppard decidió no seguir adelante con su carrera: "Nunca lo hizo. Es muy emocional", dijo Tsukerman.

### Retiro
El último papel interpretado por Sheppard fue en un cortometraje de adaptación cinematográfica de bajo presupuesto del cuento popular escocés Tam Lin, realizada en 1982 por el director Michael Korolenko, pero que nunca llegó a distribuirse.
Tras abandonar su carrera cinematográfica, Sheppard se trasladó al noroeste del Pacífico de los Estados Unidos y formó una familia. Al comentar la breve carrera de Sheppard, Marc Edward Heuck escribió en una retrospectiva para el New Beverly Cinema:

Por un lado, para todos aquellos que han quedado impresionados por sus dos impactantes apariciones en la pantalla, puede resultar frustrante que no haya más oportunidades para una persona tan talentosa y natural como ella, y que el aprecio de los fans no pueda transmitírsele directamente, ni se sepa si lo recibe, ni siquiera si lo desea. Pero, por otro lado, resulta reconfortante saber que una mujer que es recordada por interpretar, respectivamente, a una niña maltratada propensa a las rabietas y a una adicta que alaba pero teme estar sola, ha encontrado la serenidad entre un grupo de personas queridas y de confianza, lejos de las partes hostiles.

## Filmografía
| Año  | Título             | Papel        | Notas                                                          | Ref.   |
| ---- | ------------------ | ------------ | -------------------------------------------------------------- | ------ |
| 1976 | Alice, Sweet Alice | Alice Spages | Títulos alternativos: Communion, The Mask Murders, Holy Terror | [ 21 ] |
| 1982 | Liquid Sky         | Adrian       |                                                                | [ 22 ] |
| 1982 | Tam Lin            |              | Cortometraje; no realizada                                     | [ 2 ]  |